# Liparis walakkadensis
Liparis walakkadensis är en orkidéart som beskrevs av M.Kumar och Sequiera. Liparis walakkadensis ingår i släktet gulyxnen, och familjen orkidéer. Inga underarter finns listade i Catalogue of Life.